# Vibrissina aurata
Vibrissina aurata là một loài ruồi trong họ Tachinidae.